# 나는 내일, 어제의 너와 만난다 (영화)
"나는 내일, 어제의 너와 만난다"(일본어: ぼくは明日、昨日のきみとデートする)는 2016년 공개된 일본의 영화이다. 나나츠키 타카후미의 동명 소설을 원작으로 한다.

## 출연
- 후쿠시 소타 - 미나미야마 타카토시 역

교토의 미대에 다니는 대학생. 미래에 일러스트레이터 아니면 작가가 되고 싶어 한다. 에미에게 첫눈에 반하게 된다.
- 코마츠 나나 - 후쿠주 에미 역
  - 키요하라 카야 - 중학생 시절 후쿠주 에미 역
  - 카와키타 논 - 어린시절 후쿠주 에미 역

미용전문학교에 다니고 있다. 휴대 전화를 가지고 있지 않고 통금시간은 자정이다. 무언가를 처음 하게 되면 왜인지 눈물을 흘린다. 중대한 비밀을 가지고 있다.
- 히가시데 마사히로 - 우에야마 쇼이치 역

타카토시의 절친.
- 야마다 유키 - 하야시 역
- 오타카 아키라 - 미나미야마 타카모리 역

타카토시의 아버지.
- 미야자키 요시코 - 미나미야마 에이코 역

타카토시의 어머니.

## 줄거리
2월 15일, 교토의 미대에 다니는 20세의 미나미야마 타카토시는 대학으로 가는 전철에 타던 중 후쿠주 에미에게 첫눈에 반한다. 어색한 첫 만남 이후 두 사람은 다음에 다시 만나기로 약속한다. 친구인 우에야마 쇼이치의 도움으로 타카토시는 에미에게 데이트를 신청하고 데이트가 끝난 후 에미에게 고백한다.
타카토시는 에미가 자신에게 일어날 일을 예측할 수 있고 에미에게 상냥하게 대할 때마다 눈물을 흘리는 것을 이상하게 여긴다. 그리고 에미는 자정 이후에 타카토시와 같이 있는 것을 곤란해 한다. 3월 1일 두 사람이 관계를 가진 후, 타카토시는 에미가 테이블 위에 일부러 놓아둔 일기장을 발견한다. 혼란스럽게도 에미의 일기는 시간이 거꾸로 흐른 것처럼 적혀 있다. 첫 번째 페이지가 3월 16일이고 마지막 페이지가 과거인 2월 15일이었던 것이다.
다음날 에미는 자신이 시간이 거꾸로 흐르는 세계에서 온 존재임을 밝힌다. 타카토시가 사는 세계의 사람들이 미래라고 인식하는 것을 에미는 이미 지나간 과거로 인식하고 있고, 그렇기 때문에 에미가 미래라고 인식하는 것은 타카토시의 세계에서는 이미 지나간 과거인 것이다. 에미는 어렸을 때부터 타카토시를 멀리서 지켜보고 있었다. 물에 빠진 5세의 타카토시를구해준 사람은 성인인 에미였다. 시간이 지남에 따라 타카토시에 대한 기억이 희미해지기 때문에(에미의 시간은 거꾸로 간다) 타카토시를 기억하기 위해 에미는 일기를 썼다. 그들은 5년에 한 번, 한 달 동안만 함께 할 수 있고, 20살이 유일하게 나이가 맞는 시기이기 때문에 이번 달이 연애를 할 수 있는 마지막 시기이다.
타카토시는 자신과 에미의 관계가 자연스럽지 않다는 걸 알고 마음이 복잡해지지만, 우에야마의 격려를 받아 관계를 유지하기로 결정한다. 마지막 날인 3월 16일, 타카토시는 에미의 스케치를 그린 다음 두 사람이 처음 만난 기차역에서 하루가 지나가기만을 기다린다. 그리고 에미가 사라진다.
5년 후, 타카토시는 15세의 에미를 만나 스케치를 건네준다. 10년 후, 타카토시는 축제에서 일어난 화재에서 5세의 에미를 구한다. 그런 다음 영화는 에미의 관점에서 일어나는 영화의 몽타주를 보여준다. 즉, 에미가 타카토시를 같은 나이로 만났던 마지막 날인 2월 15일, 에미와 타카토시의 첫 만남으로 끝난다.